# سليم خوام

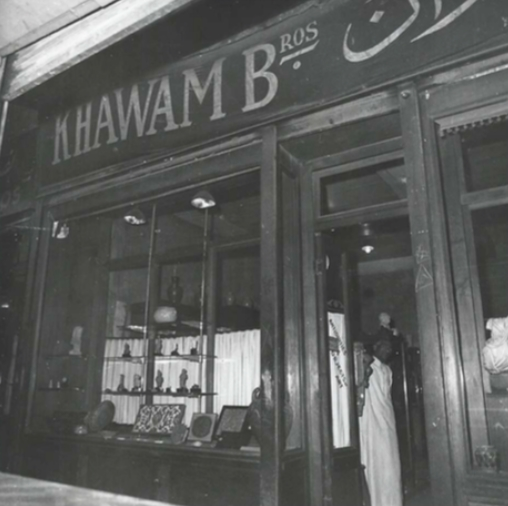
متجر الإخوة خوام عام 1950

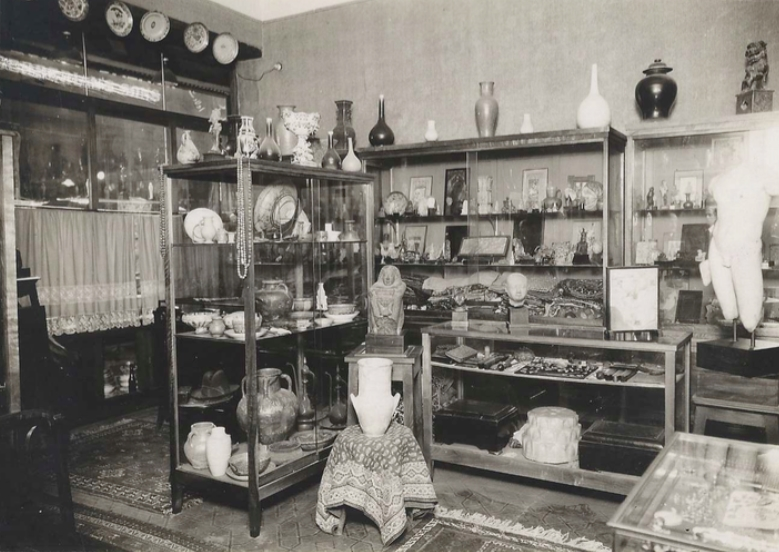
داخل محل خان الخليلي بالقاهرة عام 1950

سليم خوام كان تاجرًا للآثار المصرية ومؤسس الشركة التي أصبحت خوام إخوان.

## نشأته
كانت عائلة خوام من أصول مسيحية سورية وانتقلت إلى مصر عام 1850م عندما بدأ سليم خوام متجرًا للمجوهرات بالقرب من محطة سكة حديد رمسيس في القاهرة. ثم انخرطوا فيما بعد في تجارة الآثار.

## روابط خارجية
- اثار الإخوة خوام